# Kênh đào Eider
Kênh đào Eider (còn được gọi là Kênh đào Schleswig-Holstein) là một tuyến đường thủy nhân tạo ở miền Nam Đan Mạch (sau này là miền Bắc nước Đức) nối Biển Bắc với Biển Baltic bằng các con sông Eider và Levensau. Được xây dựng từ năm 1777 đến năm 1784, Kênh đào Eider được xây dựng để tạo ra một con đường cho tàu ra vào Baltic ngắn hơn và ít bị bão hơn so với đi quanh bán đảo Jutland. Vào những năm 1880, kênh được thay thế bằng Kênh đào Kiel mở rộng, bao gồm một số đoạn của Kênh đào Eider.